# Emela-ntouka

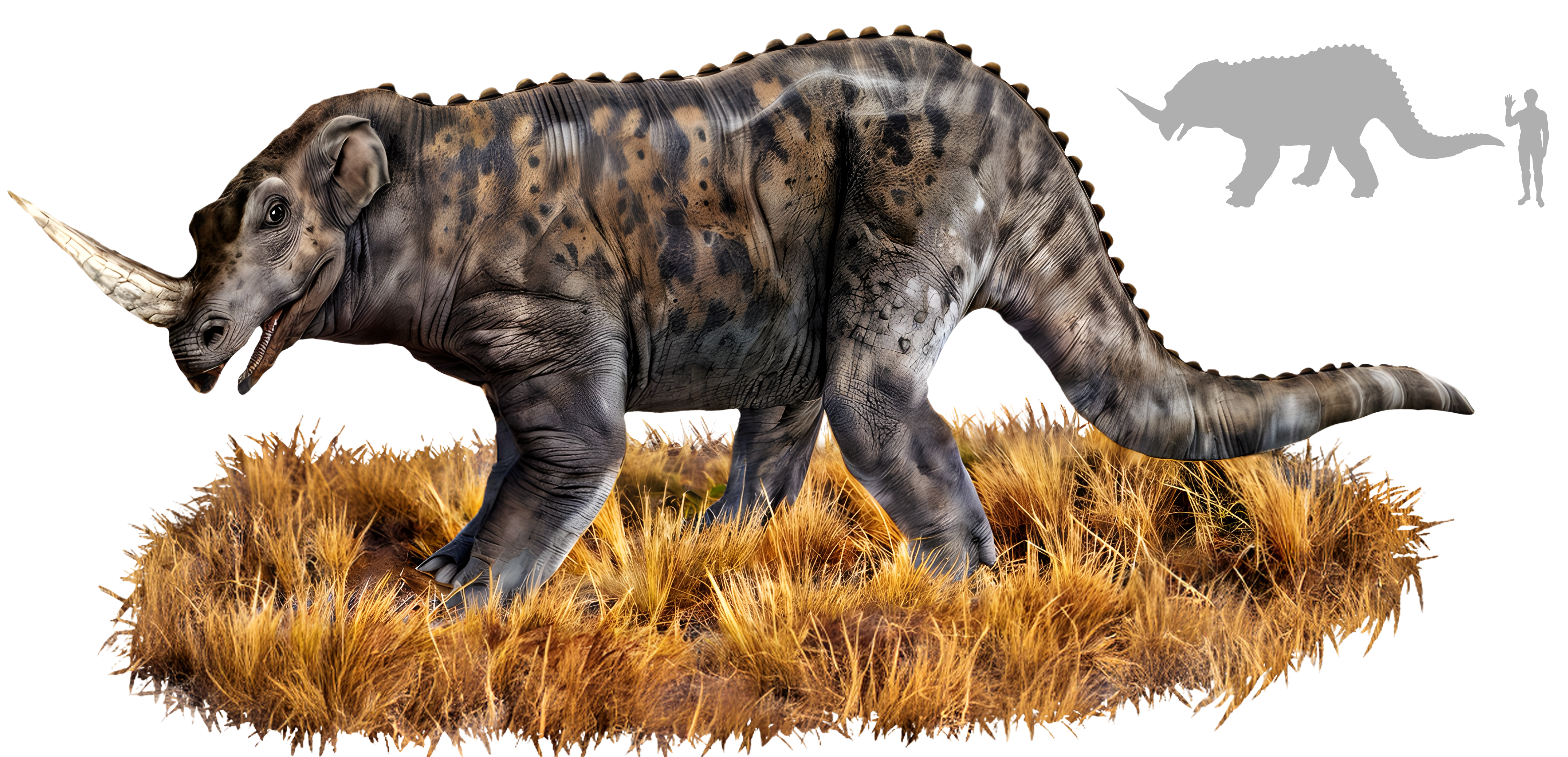
Representació artística de Emela-ntouka.

L'Emela-ntouka és una criatura llegendària africana en la mitologia de les tribus pigmees, i un críptid que viu, pretesament, a l'Àfrica central. El seu nom significa "assassí d'elefants" en la llengua de lingala. En altres llengües és conegut com a Aseka-moke, Njago-gunda, Ngamba-namae, Chipekwe o Irizima.

## Descripció
L'Emela-ntouka té, segons s'afirma, la mida d'un elefant africà de sabana, és de color marró i gris, amb una cua pesant, i amb un cos de forma similar i aparença a un rinoceront, incloent una llarga banya al musell. Per mantenint el seu cos voluminós i massiu per sobre el nivell del sòl, suposadament requereix quatre cames curtes, com troncs. Ha estat descrit sense crestes al llarg del coll. L'animal se suposa que és semiaquàtic i s'alimenta de malombo i d'altres plantes de fulla verda. L'Emela-ntouka emetria un so descrit com un esbufec, un retruny o un grunyit.

### Banya
L'estructura de la seva banya és discutida entre escriptors en el tema. El debat se situa sobre: si la "banya" és vori, llavors seria un ullal (dent) i no una banya. Alguns rinoceronts tenen ullals, especialment els de tipus asiàtic d'una banya; encara no se sap que aquests habitin a l'Àfrica. Si la banya fos d'os, llavors la criatura és un rèptil, com tants grups de rèptils fòssils, com els ceratopsians, que tenien banyes fetes d'os. Finalment, la banya podria ser de queratina, com són les banyes dels rinoceronts africans. Tanmateix, sense un espècimen per examinar, qualsevol intent de classificar l'emela-ntouka per aquest mètode només pot ser especulatiu.

## Llar
Hom creu que aquest críptid habita principalment les vastes aigües poc profundes als aiguamolls i llacs de la conca del Congo, especialment els aiguamolls Likouala a la República del Congo, i possiblement al Camerun. També es diu que habita el Llac Bangweulu a Zàmbia. S'afirma que són animals solitaris, herbívors. Es considera que els habitants de l'àrea tracten la criatura amb gran por.

## Història
J.E. Hughes publicà el seu llibre Eighteen Years on Lake Bangweulu (Divuit Anys al Llac Bangweulu) el 1933, i hi informava que un animal que encaixa amb la descripció d'un Emela-Ntouka (encara que no citat per aquest nom) fou mort per nadius Wa-Ushi, a les ribes del Riu Luapula, que connecta el llac Bangweulu amb el llac Mweru.
L'Emela-Ntouka s'esmentà de nom per primera vegada el 1954, en un article al diari Mammalia, creat per l'anterior inspector de joc de Likouala Lucien Blancou. Manifestava que l'Emela-Ntouka era "més gran que un búfal" i vivia per tots els aiguamolls Likouala. Fou també Blancou qui primer esmentà el fet que un Emela-Ntouka matés elefants, búfals o hipopòtams quan era molestat, de manera semblant a l'aversió presumptament clara del Mokele-mbembe envers els hipopòtams. Mentre els dos animals són suposadament herbívors, també suposadament comparteixen un sentit feroç de territorialitat, i és per aquesta raó que s'afirma que els pigmeus li tenen més por que a qualsevol altre animal perillós". Al voltant de 1930, un Emela-Ntouka fou suposadament mort prop de Dongou.
Una evidència posterior fou aportada pel Dr. Roy P. Mackal, que encapçalà dues expedicions al Congo el 1980 i el 1981. Recollí detalls sobre diversos altres críptids. El 1987 va publicar el seu llibre, A Living Dinosaur (Un dinosaure vivent), on hi resumia les expedicions.

## Explicacions possibles
Una especulació popular és que el mític monstre és de fet un relicte de ceratops. Els defensors d'aquesta idea creuen que la República del Congo és la llar de molts animals prehistòrics com ara dinosaures vivents, incloent-hi el Mokele mbembe i Mbielu-Mbielu-Mbielu (possiblement sauròpode o estegosaure). El 1981, el Dr. Roy Mackal mentre buscava al Congo el Mokele-mbembe, recollí referències de l'Emela-ntouka. Mackal inicialment considerava que l'Emela-ntouka podria ser un Monoclonius, o un centrosaure, tots dos ceratòpsids. Com a tal, podrien estar relacionats amb l'Ngoubou, que podria ser un estiracosaure de sis banyes. Tanmateix, Mackal també es fixà que els pigmeus no parlaven pas d'un collar, com s'hauria esperat en un ceratòpsid. A més, els ceratòpsids són absents del registre de fòssils de l'Àfrica. L'autor Loren Coleman suggereix que l'Emela-Ntouka no és un sauri, però sí una espècie nova de rinoceront semiaquàtic.